# Atid Ejad
Atid Ejad (hebreo: עתיד אחד), (en español: Un futuro) es un partido político israelí. El partido Atid Ejad fue fundado con el objetivo de participar en las elecciones legislativas de 2006, y estaba dirigido por el judío Avraham Negusa.

## Historia e ideología
El partido representa los intereses de los judíos etíopes que viven en Eretz Israel, aunque sus miembros incluyen a no etíopes como Yitzakael Shtetzler y Yossi Abramovich, respectivamente segundo y tercero en la lista de la Knéset, en la campaña de 2006. El partido defiende la inmigración a Israel de los judíos de Etiopía, y la integración de la comunidad etíope en el seno de la sociedad israelí.

## Resultados electorales
En las elecciones legislativas israelíes de 2006, el partido obtuvo 14.005 votos (0,45% del total), insuficiente para pasar la barrera electoral del 2% requerida para ingresar en la Knéset. Atid Ejad no participó en las elecciones de 2009. El partido ganó un escaño en las elecciones legislativas israelíes de 2021 en la lista del Likud.